# PR-427
A Rodovia PR-427 é uma estrada pertencente ao governo do Paraná que liga a cidade de Campo do Tenente com a BR-277 (na altura da cidade de Porto Amazonas).

## Denominações
- Rodovia  Deputado Olívio Belich, no trecho entre Porto Amazonas e o entroncamento com a BR-277, de acordo com a Lei Estadual 7.197 de 13/09/1979.
- Rodovia Antonio Lacerda Braga, no trecho entre Campo do Tenente e Porto Amazonas, de acordo com a Lei Estadual 7.219 de 17/10/1979.

## Trechos da Rodovia
A rodovia possui uma extensão total de aproximadamente 74 km, podendo ser dividida em 5 trechos, conforme listados a seguir:
| Ponto de referência                     | Extensão do trecho | Extensão acumulada | Situação    |
| --------------------------------------- | ------------------ | ------------------ | ----------- |
| Entroncamento BR-116 (Campo do Tenente) | ---                | 0 km               | ---         |
| Lapa                                    | 31,25 km           | 31,25 km           | Pavimentado |
| Entroncamento BR-476/PR-428             | 1,5 km             | 32,75 km           | Pavimentado |
| Entroncamento PR-433 (Santo Amaro)      | 16,25 km           | 49,0 km            | Pavimentado |
| Porto Amazonas                          | 16,2 km            | 65,2 km            | Pavimentado |
| Entroncamento BR-277                    | 8,8 km             | 74,0 km            | Pavimentado |

Extensão pavimentada: 74,0 km (100,00%)
Extensão duplicada: 0,0 km (0,00%)

## Municípios atravessadas pela rodovia
- Campo do Tenente
- Lapa
- Porto Amazonas

1. ↑  http://www.infraestrutura.pr.gov.br/arquivos/File/SISTEMARODOVIARIOESTADUAL2017.pdf